# Desmopachria brevicollis
Desmopachria brevicollis är en skalbaggsart som beskrevs av Régimbart 1903. Desmopachria brevicollis ingår i släktet Desmopachria och familjen dykare. Inga underarter finns listade i Catalogue of Life.